# اعجاز احمد
اعجاز احمد (انگلیسی: Ijaz Ahmed؛ زادهٔ ۲۶ آوریل ۱۹۸۱) ووشوکار اهل پاکستان است. او مدال نقره بازی‌های آسیایی ۲۰۱۰ گوانگ‌ژو را به دست آورد. او تنها دارنده مدال نقره از پاکستان در رشته‌های رزمی در بازی‌های آسیایی است.

## حرفه
اعجاز احمد در ماه نوامبر در بازی‌های آسیایی ۲۰۱۰ چین در دسته سان‌دا (وزن ۷۵ کیلوگرم) شرکت کرد. در مرحله یک چهارم نهایی او سردار ممدوف از ترکمنستان را با نتیجه ۲ بر ۱ شکست داد و سپس با نتیجه ۲ بر صفر باتجارگل ماگسارجاو از مغولستان را شکست داد و به فینال رسید که در آنجا توسط حمیدرضا قلی پور از ایران با نتیجه ۲ بر صفر شکست خورد.